# إضراب المعلمين في الأردن 2019
إضراب المعلمين في الأردن: هي موجة من الاحتجاجات بدأت في الخامس من شهر سبتمبر عام 2019، حين إمتثل أكثر من 80 ألف معلم من مختلف المحافظات الأردنية لقرار نقابة المعلمين بتنفيذ اعتصام بمنطقة الدوار الرابع في العاصمة عمّان، من أجل تذكير الحكومة بعلاوة ال 50 في المئة التي يطالب بها المعلمون زيادة على رواتبهم الأساسية، ومن أجل إقامة صلاة الغائب على روح نقيب المعلمين الراحل أحمد الحجايا. يعتبر هذا الإضراب أطول إضراب للمعلمين في تاريخ الأردن فقد استمر لمدة 30 يوم تقريبا، وأدى إلى امتناع مليون ونصف المليون طالب من الذهاب إلى المدارس، وتوقفت الحياة التعليمية بشكل كامل.

## خلفية الأحداث
دعت نقابة المعلمين في الأردن إلى إقامة اعتصام للمعلمين بالقرب من دار رئاسة الوزراء بمنطقة الدوار الرابع بالعاصمة الأردنية، وكان الهدف من هذا الاعتصام هو إقامة صلاة الغائب على روح نقيب المعلمين الراحل أحمد الحجايا، الذي توفي بحادث سير نتيجة لتدهور مركبته على طريق جرف الدراويش شرق محافظة الطفيلة ، وأيضا تذكير وإمهال الحكومة فترة زمنية للمطالبة بعلاوة 50 في المئة على رواتبهم الأساسية، والتي تقول النقابة أن الحكومات السابقة وعدت المعلمين بها ولم تنفذها.
وقبل يوم من اعتصام المعلِّمين (أي بتاريخ الرابع من سبتمبر)، أعلنت وزارة الداخلية الأردنية عن قرارها برفض ومنع إقامة الاعتصام، بحجة أنه يؤدي إلى إعاقة حركة السير في منطقة مزدحمة، وقامت الأجهزة الأمنية بإغلاق جميع الطرق المؤدية إلى الدوار الرابع القريب من رئاسة الوزراء، وأدى إغلاق الشوارع إلى حدوث أزمة مرورية خانقة لم تشهدها العاصمة من قبل، وبالرغم من ذلك ظل المعلمون يتوافدون إلى موقع الاعتصام حتى بلغ عددهم بالآلاف.

## إنطلاق شرارة الإضراب
حدثت مناوشات وتدافع في موقع الاعتصام بين المعلمين وقوات الأمن حين أصرَّ المعلمون على كسر الحواجز الأمنية، ما دفع قوات الدرك والأمن العام إلى استخدام الغاز المسيل للدموع والهروات (العصي) في بعض المناطق لتفريق المعلمين ومنعهم من الوصول إلى مكان الاعتصام.
نتيجة لما حدث من منع للمعلمين من تنفيذ اعتصامهم وتفريقهم بالقوَّة، أعلنت النقابة في اليوم التالي عن بدئِها إضرابا مفتوحا عن التعليم في أكثر من ثلاثة آلاف مدرسة حكومية، وظهر نقيب المعلمين ناصر النواصرة في مؤتمر صحفي دعا فيه المعلمين إلى تنفيذ الإضراب، وأكد أن 80 ألف معلم سيمتنعون عن التدريس وتقديم الحصص للطلاب، وأن النقابة مستعدة للعدول عن الإضراب بشرط أن تقدم الحكومة الأردنية اعتذارا على ما أسموه بـ «الإساءة إلى كرامة المعلم» وأن تقوم بتنفيذ وعدها بمطلب علاوة الخمسين في المئة على الراتب الأساسي.

## محاولات حل الأزمة
الأسبوع الأول من الأزمة
تدخّلت العديد من الشخصيات النيابية والشعبية في محاولة لنزع فتيل الأزمة، وعقدت لجنة التربية والتعليم النيابية التي يرأسها النائب إبراهيم البدورعدة اجتماعات منفردة مع ممثلي مجلس النقابة من جهة والحكومة من جهة أخرى، من أجل التوصل لإتفاق حول علاوة للمعلمين ترضي كلا الطرفين، ولكن لم يتم التوصل إلى إتفاق بسبب رفض الحكومة لمطالب نقيب المعلمين بينما أصرت النقابة على مطالبها معتبره أنها حق للمعلم في ظل الظروف الاقتصادية والمادية الصعبة التي يعيشها المعلم نتيجة ارتفاع الأسعار والغلاء المعيشي.
الأسبوع الثاني من الأزمة
وصلت المعركة بين الحكومة والنقابة إلى القضاء الأردني عندما قام أحد المواطنين وهو أب لطالبين في المدارس الحكومية برفع دعوى قضائية مستعجلة ضد نقابة المعلمين، طالب فيها بحل مجلس النقابة ودعوى ضد وزير التربية والتعليم بصفته الوظيفية، وطعنت لجنة الدفاع عن نقابة المعلمين بالقرار معتبرةً أن الخصومة ليست بين النقابة والمشتكي، ولأنه لا مصلحة للمشتكي بحل مجلس النقابة.
ثم جاءت بعدها دعوى قضائية أخرى قدمها مجموعة من أولياء أمور الطلبة للمحكمة الإدارية العليا بحق النقابة ووزارة التربية التعليم، وأخذت هذه الدعوى صفة الإستعجال، فصدر قرار من المحكمة الإدارية العليا إلى نقابة المعلمين بتعليق إضرابهم، ووجَّهت المحكمة الإدارية العليا الحكومة الأردنية لتنفيذ القرار.
الأسبوع الثالث من الأزمة
خرج رئيس الوزراء الأردني عمر الرزاز بتصريحات رسمية أكد فيها تقديم حكومته لعدة مبادرات ومقترحات لحل الأزمة قوبلت كلها بالرفض من نقابة المعلمين، وطالب رئيس الوزراء النقابة باحترام الدستور وتطبيق قرار المحكمة، ووجه الحكومة للبدء بتطبيق قرار المحكمة الإدارية على المخالفين من المعلمين، والبدء بخصومات على رواتب المعلمين وعقوبات بحق المخالفين والتي تصل إلى حد الفصل من الخدمة.
الأسبوع الرابع من الأزمة
أعلنت النقابة عن انصياعها لقرار المحكمة فقامت بتعليق الإضراب، وبدأت بالبحث عن وسائل أخرى لإكمال الإضراب دون مخالفة القانون. وقام وفد حكومي بالحوار مع ممثلي نقابة المعلمين بجولتين من الحوار، صباحية وأخرى مسائية استمرت حتى منتصف الليل على مدار الإسبوع.

## النتيجة النهائية والقرارات
تمكن المعلمون بعد انتهاء اللقاءات والحوارات من نيل اعتذار الحكومة على لسان رئيس الوزراء عمر الرزاز، الذي إعتذر للنقابة في يوم عيد المعلم الذي يصادف الخامس من شهر أوكتوبر، وحصل المعلمون على علاوة وفق نظام الرتب نسبتها 35 في المئة على الراتب الأساسي للمعلم بالرتبة الأولى، و40 في المئة للرتبة الثانية، و50 في المئة للرتبة الثالثة، و65 في المئة للرتبة الرابعة، و75 في المئة لرتبة المعلم القائد، وهي الرتبة التي إستحدثت لتشجيع المعلمين على تطوير أدائهم، وعادت الحياة بعدها في مدارس الأردن إلى طبيعتها، وأنتهى الإضراب الأطول في تاريخ الأردن.